# Stazione di Rovereto
La stazione di Rovereto è lo scalo della ferrovia del Brennero di Rovereto, in Trentino.

## Storia
L'Imperial Regia Stazione fu aperta il 23 marzo 1859 con l'inaugurazione del tronco Trento – Ala della ferrovia del Brennero.

La ferrovia che univa Rovereto a Riva del Garda nel tratto di Loppio.

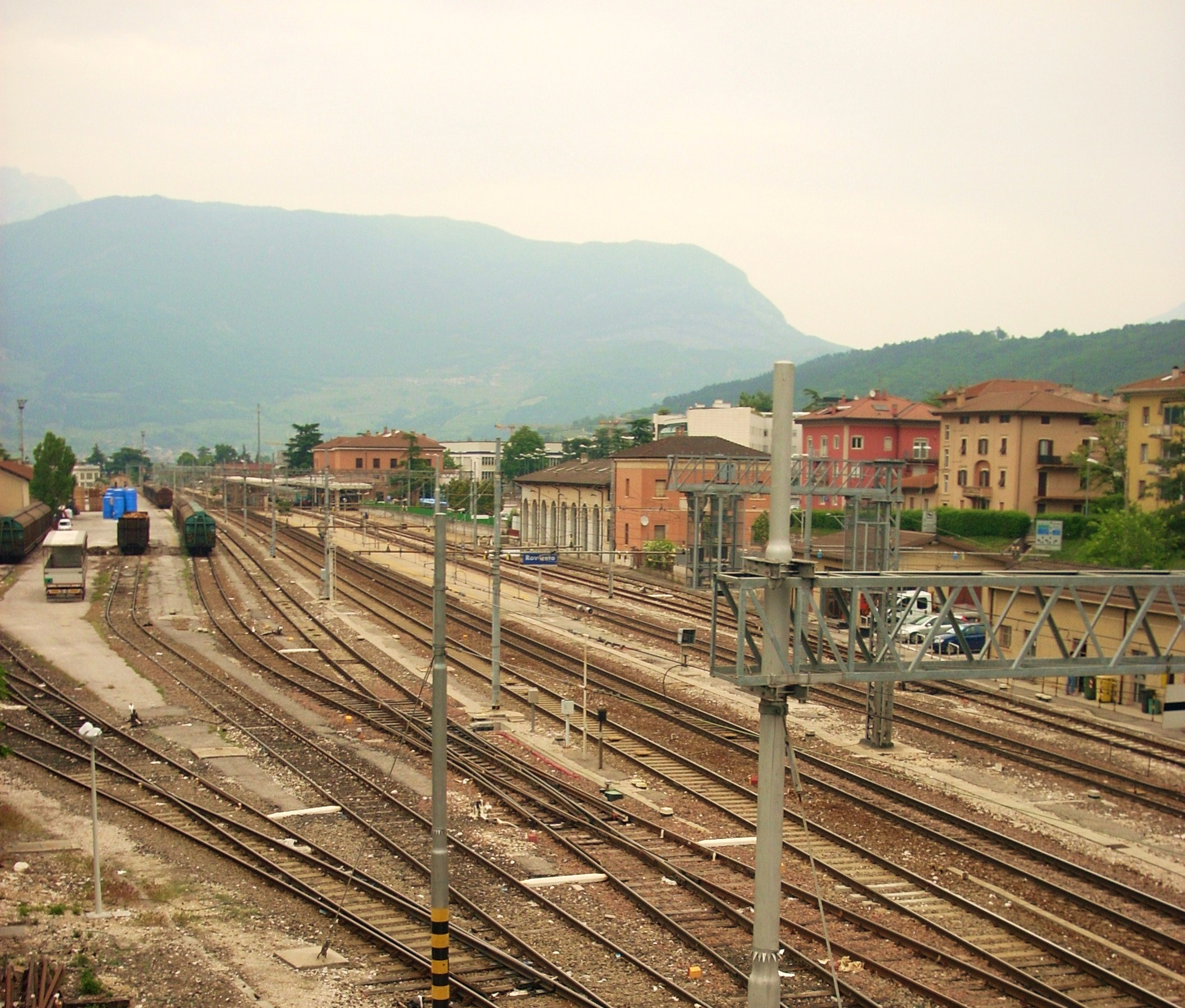
Il piazzale binari

L'esercizio della stazione, come il resto della linea ferroviaria, fu affidato all'Imperial regia privilegiata società delle ferrovie meridionali che la mantenne fino al termine della prima guerra mondiale, quando a seguito del Trattato di Saint-Germain il Trentino fu ceduto all'Italia. La gestione dell'impianto passò dunque alle Ferrovie dello Stato Italiane.
Tra il 1925 e il 1936 fu capolinea della ferrovia Mori-Arco-Riva con un tragitto che interessava anche la zona di Loppio.

## Descrizione
La stazione è gestita da Rete Ferroviaria Italiana e dispone di tre binari. Dal 2021 è bifrontale, con accesso da piazzale Orsi e da via Zeni.

## Servizi
La stazione, le cui strutture commerciali sino al 2018 sono state gestite da Centostazioni, dispone di:
- Biglietteria
- Posto di Polizia Ferroviaria
- Servizi igienici

## Interscambi
In prossimità della stazione si trovano le fermate delle autolinee urbane e interurbane.
- Fermata autobus
- Taxi